# Dirk Fok van Slooten
Dirk Fok van Slooten, né le 17 mars 1891 à Amersfoort, aux Pays-Bas, et mort le 7 mars 1953, à Amsterdam, est un botaniste néerlandais. Il étudie à l'université d'Utrecht où il obtient son doctorat en 1919. La même année, il est nommé assistant de l'Herbier de Buitenzorg, dont il devient le chef par intérim en 1929 et le chef en 1931 ; en 1947, il occupe toujours le même poste ; à partir de fin 1948, il est directeur par intérim du Jardin botanique de Buitenzorg. Il prend sa retraite en 1951 et s'installe à Amsterdam.
Il est le monographe de quelques familles de plantes malaisiennes et, avec Cornelis Andries Backer, l'auteur d'un manuel sur les mauvaises herbes dans les plantations de thé à Java.

## Biographie
Dirk Fok van Slooten naît le 17 mars 1891 à Amersfoort, aux Pays-Bas, où il fréquente l'école primaire et le lycée. Il entre à l'université d'Utrecht en 1910, obtient sa licence en 1913 et sa maîtrise en 1916. Il commence ensuite à rédiger sa thèse sur la taxonomie des Combretaceae et des Flacourtiaceae des Indes orientales néerlandaises, sur laquelle il obtient son doctorat en février 1919. Il est le premier élève du professeur A. A. Pulle à Utrecht et assistant du washis en 1913-1918. En juillet 1919, il est nommé botaniste à l'Herbier Bogoriense, dont il est le gardien intérimaire de juillet 1929 à avril 1930, avant d'être nommé gardien en février 1931, poste qu'il occupe jusqu'en janvier 1949, date à laquelle il est nommé directeur des Jardins botaniques d'Indonésie, remplacé par le professeur Ir. Kusnoto en janvier 1950, restant conseiller de Kebun Raya Indonesia, et pendant l'absence du directeur qui le remplaçait. En janvier 1951, il part pour la Hollande et prend sa retraite en février 1952, après 33 ans de service dans les jardins botaniques. Il poursuit en Hollande ses études sur les Dipterocarpaceae et grâce à la coopération de l'Institut royal des tropiques d'Amsterdam, il obtient un espace de travail raisonnable dans l'herbier de cet institut.
Son œuvre principale est une monographie des Dipterocarpaceae de Malaisie, à laquelle il pouvait consacrer tout son temps et sa concentration depuis 1951.
Pendant plusieurs années (1929-1934), il est le rédacteur en chef du DeTropische Natuur, un magazine d'histoire naturelle semi-populaire bien connu. Il est président de la Société d'histoire naturelle de 1933 à 1942. De 1936 à 1938, il est président de la branche de Buitenzorg de la Royal Physical Society. Plus tard, c'est un membre actif du Rotary, un mouvement qui, par son dispositif d'entraide entre les hommes, exerce une grande attraction sur lui.
Il donne également des conférences sur les fourrages, les plantes vénéneuses et médicinales à l'école vétérinaire des Indes néerlandaises à Bogor (1922-1927, 1932-1934) et est élu membre de l'Utrechtsch Provinciaal Genootschap voor Kunsten en Wetenschappen, à Utrecht, en 1932. En reconnaissance de ses longs et grands services rendus aux jardins botaniques de Bogor, il est nommé coopérateur honoraire de ces jardins le 18 mai 1952, une distinction qu'il apprécie beaucoup. Lorsqu'il est définitivement installé en Hollande, il accepte le poste de coopérateur honoraire du Rijksherbarium de Leyde en juillet 1951.
Il a publié 132 noms de plantes différents.

## Hommages
L'espèce Symplocos slooteni est nommée en son honneur par Cornelis Gijsbert Gerrit Jan van Steenis, ainsi que les espèces suivantes :
- Calamus slootenii Furtado, Gard. Bull. Singapore 15: 79 (1956).
- Rhynchodia slootenii (Tsiang) Tsiang in Bakh.f., Blumea 6(2): 389 (1950).
- Rhynchodia slootenii (Tsiang) Tsiang in Bakh.f., in Backer, Beknopte Fl. Java, Afl. vii. Fam. 172, Errata Fam. Apocyn., 37(1948), in clavi.
- Shorea slootenii P.S.Ashton, Gard. Bull. Singapore 19: 312 (1962).
- Syzygium slootenii Merr. & L.M.Perry, Mem. Amer. Acad. Arts 18: 193 (1939).
- Trachelospermum slootenii Tsiang, Sunyatsenia 4: 29 (1939).

## Publications
- (nl) Dirk Fok van Slooten, Bijdrage tot de kennis der Combretaceeën en Flacourtiaceeën van Nederlandsch-Indië, A. Oosthoek, 1919 (OCLC 681518123, lire en ligne)
- (nl) Dirk Fok van Slooten, Teysmann herdacht: bij gelegenheid van het eeuwfeest zijner benoeming tot Hortulanus van 's Lands Plantentuin, Ruygrok, 1931 (OCLC 24271443, lire en ligne)
- (nl) Dirk Fok van Slooten, Het proefstation voor de Javasuikerindustrie en zijn beteekenis voor onze kennis van de flora van Nederlansch-Indië, 1937 (OCLC 918422837, lire en ligne)
- (nl) Dirk Fok van Slooten, Bijdrage tot de kennis der Combretaceeën en Flacourtiaceeën van Nederlandsch-Indië., A. Oosthoek, 1919 (OCLC 1123702344, lire en ligne)
- (en) Dirk Fok van Slooten, The Flacourtiaceae of the Dutch East Indies, Landsdrukkerij, 1925 (OCLC 857880501, lire en ligne)
- (en) Dirk Fok van Slooten, Sertulum Dipterocarpacearum Malayensium-VII, 1961, 1961 (OCLC 426470174, lire en ligne)
- (nl) Dirk Fok van Slooten, Sertulum dipterocarpacearum Malayensium. 7 7, 1961 (OCLC 917367250, lire en ligne)
- (nl) Dirk Fok van Slooten, Dipterocarpaceae, 1929 (OCLC 918430985, lire en ligne)
- (de) Dirk Fok van Slooten, Die Verbreitung von Lumnitzera und einigen anderen Mangrovegewäschen, 1937 (OCLC 918422829, lire en ligne)
- (en) Dirk Fok van Slooten, Stylidium Swartz, 1924 (OCLC 918422764, lire en ligne)